# 音別中継局
音別中継局（おんべつちゅうけいきょく）は、北海道釧路市の旧白糠郡音別町域に置かれているエフエムくしろの中継局。なお、ここではNHK釧路放送局が尺別地区に1970年まで設置していたNHK尺別テレビ中継局、釧路デジタルテレビ送信所からの電波が難視聴で2013年度以降に開設されることが決まっている音別テレビ中継局についても記述する。

## エフエムくしろ音別送信所
| 周波数  | 放送局名        | 空中線 電力 | ERP | 放送対象地域 | 放送区域 内世帯数                    | 運用開始日     |
| ------- | --------------- | ----------- | --- | ------------ | ------------------------------------ | -------------- |
| 76.1MHz | エフエム くしろ | 20W         | 37W | 釧路市       | 約1,100世帯 （釧路市全世帯の約1.4%） | 2006年 11月1日 |

- 所在地： 釧路市音別町本町一丁目40番地（釧路市音別行政センター）
- 2006年10月24日に本免許が交付され[1]、11月1日に本放送を開始した[2]。
- エフエムくしろは開局当初、旧釧路市域のみを放送エリアとしていたが、2005年10月11日、音別町・阿寒町と合併して市域が拡大したため、旧音別町域での受信を可能にすることを目的に、阿寒送信所・阿寒湖温泉送信所と同時に開設された[1][2]。

## NHK尺別テレビ中継局
| チャンネル 番号 | 放送局名     | 空中線 電力         | ERP | 偏波面   | 放送対象地域 | 放送区域 内世帯数 | 運用開始日     |
| --------------- | ------------ | ------------------- | --- | -------- | ------------ | ----------------- | -------------- |
| 1               | NHK 釧路教育 | 映像100mW/ 音声25mW | -   | 水平偏波 | 全国         | -                 | 1968年 11月3日 |
| 3               | NHK 釧路総合 | 映像100mW/ 音声25mW | -   | 水平偏波 | 釧根圏       | -                 | 1968年 11月3日 |

- 1970年2月27日の尺別炭鉱閉山によって放送区域内の受信世帯がなくなったため、12月1日に廃止された[4]。

## 音別デジタルテレビ中継局
| リモコン キーID | 放送局名             | チャンネル 番号 | 空中線 電力 | ERP  | 偏波面 | 放送対象地域 | 放送区域 内世帯数 | 運用開始日 |
| --------------- | -------------------- | --------------- | ----------- | ---- | ------ | ------------ | ----------------- | ---------- |
| 1               | HBC 北海道放送       | 未定            | 未定        | 未定 | 北海道 | 約670世帯    | 未定              | 未定       |
| 2               | NHK 釧路Eテレ        | 未定            | 未定        | 未定 | 全国   | 約670世帯    | 未定              | 未定       |
| 3               | NHK 釧路総合         | 未定            | 未定        | 未定 | 釧根圏 | 約670世帯    | 未定              | 未定       |
| 5               | STV 札幌テレビ放送   | 未定            | 未定        | 未定 | 北海道 | 約670世帯    | 未定              | 未定       |
| 6               | HTB 北海道テレビ放送 | 未定            | 未定        | 未定 | 北海道 | 約670世帯    | 未定              | 未定       |
| 7               | TVh テレビ北海道     | 未定            | 未定        | 未定 | 北海道 | 約670世帯    | 未定              | 未定       |
| 8               | UHB 北海道文化放送   | 未定            | 未定        | 未定 | 北海道 | 約670世帯    | 未定              | 未定       |

- 所在地（予定）： 釧路市音別町馬主来（馬主来市営駐車場）[5]。
- 地上デジタル放送は、原則として釧路デジタルテレビ送信所からの電波を受信しているが、沿岸部は特に夏の晴天時、太平洋によって電波が反射して混信状態になることがあるため、馬主来地区に中継局を設置することになった。これは国道38号沿線にある光ケーブルを使い、市街地4か所に設置する高さ15mのアンテナとつないで中継するもの。ただし、山間部はその光ケーブルで中継されることになった[5]。